# Élodie Navarre
Pour les articles homonymes, voir Navarre (homonymie).
Élodie Navarre, née le 21 janvier 1979 à Paris 15e, est une actrice et réalisatrice française.

## Biographie
Élodie Navarre est née en 1979 à Paris.
Elle a seize ans quand elle est la partenaire de Jean Rochefort dans Clara et son juge de Joël Santoni, . Puis elle est choisie pour faire partie des Jeunes Premiers Canal Plus, et elle entre au conservatoire du 10e arrondissement.
Elle se fait remarquer pour sa prestation en 1997 dans le clip On ira de Jean-Jacques Goldman, réalisé par Gérard Namiand. Elle remplace ensuite Chloé Lambert dans la tournée de L’Autre de Florian Zeller, puis joue Médée de Jean Anouilh dans la mise en scène de Ladislas Chollat qu’elle reprend en 2009 au Vingtième Théâtre. Dans En toute confiance de Donald Margulies mis en scène par Michel Fagadau, elle joue Grete, la journaliste allemande, aux côtés de Barbara Schulz.
En 2010, elle partage l’affiche avec Stéphane Freiss dans Une comédie romantique de Gérald Sibleyras mis en scène par Christophe Lidon au théâtre Montparnasse. La même année, elle reçoit le prix Suzanne-Bianchetti de l'actrice la plus prometteuse. Elle est aussi au théâtre de l'Atelier avec Alice Taglioni dans Chien-Chien de Fabrice Roger-Lacan. Elle tourne dans de nombreux films à la télévision : L’École du pouvoir de Raoul Peck, Un amour en kit de Philippe de Broca et, sous la direction de Caroline Huppert dans Les Châtaigniers du désert.
Pour le cinéma, elle est à l’affiche de Scènes de crimes de Frédéric Schoendoerffer, L'École pour tous d’Éric Rochant, Jean de la Fontaine, le défi de Daniel Vigne et No Pasaran d’Éric Martin et Emmanuel Caussé avec Rossy de Palma et Une affaire d'État d’Éric Valette. Elle est Inès, héroïne de cape et d'épée, aux côtés de Jérémie Renier et face au « méchant » Alexandre Astier dans le film parodique Les Aventures de Philibert, capitaine puceau.
En 2011, elle est à l'affiche dans L'Art d'aimer d'Emmanuel Mouret où elle forme un couple avec Gaspard Ulliel.
En 2012 et 2013, elle est à l'affiche dans Sunderland au théâtre de Paris et en tournée en province et à l'étranger. En 2014, elle joue au Festival d'Avignon dans Le Misanthrope le rôle de Célimène et au théâtre Hébertot à la rentrée 2015 dans Les Cartes du Pouvoir. En 2016, elle est au théâtre des Champs-Élysées dans Encore une histoire d'amour de Tom Kempinski, mis en scène par Ladislas Chollat avec Thierry Godard, puis dans le film d'Eleanor Coppola Paris Can Wait. À la télévision, elle joue dans un épisode de la série télévisée Les Petits Meurtres d'Agatha Christie, diffusé en 2013 par France 2, puis rejoint en 2015 le casting de la saison 3 du Bureau des légendes, diffusée par Canal +. La série est créée par Éric Rochant, qui l'avait dirigée dans sa comédie L'École pour tous.
Elle tourne ensuite dans la série thriller de TF1 La Mante, portée par Carole Bouquet. Jacques Weber et Fred Testot complètent le casting. Parallèlement, l'actrice joue dans le téléfilm de France 2 Mystère place Vendôme, avec Christophe Malavoy et Marilou Berry.
En 2018, elle joue en février au théâtre des Champs-Élysées dans Le Fils une pièce de Florian Zeller dans une mise en scène de Ladislas Chollat avec Yvan Attal et Anne Consigny qui lui vaut une nomination du Molière de la comédienne dans un second rôle. Après le succès de la pièce (six nominations aux Molières 2018 et le Molière de la révélation théâtrale pour Rod Paradot), elle reprend son rôle en septembre 2018 avec comme nouveaux partenaires Stéphane Freiss et Florence Darel à la Comédie des Champs Élysées.

## Filmographie

### Cinéma

#### Longs métrages
- 1996 : Love, etc. de Marion Vernoux : Eléonore
- 1997 : Tangier Cop de Stephen Whittaker : Élise
- 1999 : Mes amis de Michel Hazanavicius : Isabelle
- 2000 : Scènes de crimes de Frédéric Schoendoerffer : Marie Bourgoin
- 2000 : Le Prof d'Alexandre Jardin : Pauline
- 2002 : À la folie... pas du tout de Lætitia Colombani : Anita
- 2003 : Gomez et Tavarès de Gilles Paquet-Brenner : Paulina
- 2003 : Jeux d'enfants de Yann Samuell : Aurélie Miller
- 2004 : Grande École de Robert Salis : Émeline
- 2005 : Le Souffleur de Guillaume Pixie : Mélanie
- 2005 : Avant qu'il ne soit trop tard de Laurent Dussaux : Solange
- 2005 : L'empire des loups de Chris Nahon : la fliquette
- 2005 : Cavalcade de Steve Suissa : Blandine
- 2006 : L'École pour tous d'Éric Rochant : Pivoine
- 2007 : Dialogue avec mon jardinier de Jean Becker : Carole
- 2007 : Danse avec lui de Valérie Guignabodet : Lucie
- 2007 : Jean de La Fontaine, le défi de Daniel Vigne : La Duchesse de Bouillon
- 2009 : No Pasaran de Emmanuel Caussé et Éric Martin : Scarlett
- 2009 : Une affaire d'État d'Éric Valette : Katryn
- 2010 : Les Aventures de Philibert, capitaine puceau de Sylvain Fusée : Inès, comtesse de Bazougues de la Tour en Pendois
- 2011 : L'Art d'aimer d'Emmanuel Mouret : Vanessa
- 2013 : Opium d'Arielle Dombasle : la gitane
- 2016 : Bonjour Anne (Paris Can Wait) d'Eleanor Coppola : Carole
- 2020 : L'étreinte de Ludovic Bergery : la femme de Gaston
- 2021 : Les Femmes du square de Julien Rambaldi : Claire Berthuis
- 2022 : Notre-Dame brûle de Jean-Jacques Annaud : la mère de Chloé
- 2023 : Visions de Yann Gozlan : Charlotte
- 2023 : Flush de Gregory Morin

#### Courts métrages
- 1996 : Venin mortel de Farid Dms Debah : la petite amie
- 1998 : Le Voleur d'étoiles de Philippe Monpontet
- 2000 : Le Marquis de Gilles Paquet-Brenner
- 2004 : Le Bourreau des innocents de Farid Dms Debah : Myriam
- 2006 : Sentence finale de Franck Allera : Marie Tansa
- 2007 : Love is Dead de Éric Capitaine : Clarisse
- 2007 : Acteur de Jocelyn Quivrin
- 2009 : Demi-deuil de Xanae Bove : Virginie
- 2010 : Nuts de Thomas Lélu
- 2013 : Bye bye Mélancolie de Romain Laguna
- 2013 : Le verrou de Laurent Laffargue
- 2013 : Ce sera tout pour aujourd’hui de Élodie Navarre : la voix de la première assistante
- 2014 : T'étais où quand Michael Jackson est mort ? de Jean-Baptiste Pouilloux
- 2018 : Deux minutes trente de Mehdi Fikri : Alice
- 2023 : Lait Amer de Élodie Navarre

### Réalisatrice
- 2013 : Ce sera tout pour aujourd'hui (court-métrage)
- 2024 : Lait Amer (court-métrage)

### Télévision

#### Séries télévisées
- 1998 : Les Marmottes : Lola
- 1999 : Avocats et Associés (saison 2, épisode 6 : L'affaire Cindy) : Aurélie Cordère
- 2000 : Louis Page (saison 1, épisode 2 : Les gens du voyage) : Isabelle
- 2006 : Sable Noir : Julia
- 2007 : Reporters : Sophie Kosinski
- 2007 : Le Clan Pasquier : Cécile Pasquier
- 2013 : Les Petits Meurtres d'Agatha Christie (saison 2, épisode 2 : Meurtre au Champagne) : Elvire
- 2015-2017 : Le Bureau des légendes : Émilie Duflot
- 2017 : La Mante : Szofia Kovacs
- 2018 : Kepler(s) de Frédéric Schoendoerffer : Anne Kepler
- 2025 : Le Négociateur (saison 2, épisode 1 : Un enfant à tout prix) : Audrey Dulong

#### Téléfilms
- 1997 : Clara et son Juge de Joël Santoni : Clara
- 1997 : Le Garçon d'orage de Jérôme Foulon : Jeanne
- 1999 : L'Occasionnelle de Diane Bertrand : Mélanie
- 1999 : La route à l'envers de Chantal Picault : Lucia
- 2001 : Fatou la Malienne de Daniel Vigne : Gaëlle
- 2001 : L'Apprentissage de la ville de Gérard Mordillat : Lucrèce
- 2003 : Un amour en kit de Philippe de Broca : Delphine
- 2003 : Fruits mûrs de Luc Béraud : Sandrine Ricœur
- 2004 : L'Insaisissable de Elisabeth Rappeneau : Maxime Kovacs, la fille
- 2004 : Pierre et Jean de Daniel Janneau : Tanya Doubrovski
- 2005 : Les Femmes d'abord de Peter Kassovitz : Éva
- 2006 : Poussière d'amour de Philippe Venault : Caroline
- 2006 : Lettres de la mer rouge de Emmanuel Caussé et Eric Martin : Armgart
- 2008 : Drôle de Noël de Nicolas Picard-Dreyfuss : Valérie
- 2009 : L'École du pouvoir de Raoul Peck : Caroline Séguier
- 2010 : Les Châtaigniers du désert de Caroline Huppert : Marie de Walheim
- 2013 : Shanghai blues, nouveau monde[4]  de Frédéric Garson : Marine
- 2017 : Mystère place Vendôme de Renaud Bertrand : Albertine d'Alencourt
- 2018 : Meurtres en Cornouaille de Franck Mancuso : Katell Morvan
- 2019 : Connexion intime de Renaud Bertrand : Jeanne
- 2021 : Comme un coup de tonnerre de Catherine Klein : Marion
- 2021 : Service volé de Jérôme Foulon : Betty
- 2025 : Résistantes de Renaud Bertrand : Gisèle Gauthier

### Clips
- 1997 : On ira, clip de Jean-Jacques Goldman, réalisé par Gérard Namiand[5]
- 2014 : Tears of Joy, clip de Prince of Assyria, réalisé par Lidwine Herduin[6]

## Théâtre
- 2000 : Les Fausses Confidences de Marivaux mise en scène Gildas Bourdet
- 2000 : On ne badine pas avec l'amour d'Alfred de Musset, mise en scène Jean-Louis Bihoreau
- 2005 : L'Autre de Florian Zeller, mise en scène Annick Blancheteau, théâtre des Petits Mathurins
- 2007 : Médée de Jean Anouilh, mise en scène Ladislas Chollat
- 2007 : En toute confiance de Donald Margulies, mise en scène Michel Fagadau
- 2009 : Médée de Jean Anouilh, mise en scène Ladislas Chollat
- 2009 : Le Début de la fin de Sébastien Thièry, Festival de Nava de Jean-Marie Besset à Limoux
- 2010 : Une comédie romantique de Gérald Sibleyras, mise en scène Christophe Lidon, théâtre Montparnasse
- 2010 : Chien-Chien de Fabrice Roger-Lacan, mise en scène Jérémie Lippmann, théâtre de l'Atelier
- 2011 : Sunderland de Clement Koch, mise en scène Stéphane Hillel, théâtre de Paris
- 2013 : Sunderland de Clement Koch, mise en scène Stéphane Hillel, tournée en province et à l'étranger
- 2014 : Le Misanthrope de Molière, mise en scène Michèle André, Festival d'Avignon, théâtre Actuel
- 2015 : Les Cartes du pouvoir de Beau Willimon, mise en scène Ladislas Chollat, théâtre Hébertot
- 2016 : Encore une histoire d'amour de Tom Kempinski, mise en scène de Ladislas Chollat, théâtre des Champs-Élysées
- 2018 : Le Fils de Florian Zeller, mise en scène Ladislas Chollat, théâtre des Champs-Élysées
- 2019 : Le Fils Tournée Province.
- 2019 : Les Beaux de Léonore Confino, mise en scène de Côme de Bellescize, Théâtre du Petit-Saint-Martin
- 2022-2023 : Une Situation Délicate de Alan Ayckbourn, adaptation française Gérald Sibleyras, mise en scène de Ladislas Chollat, Théâtre des Nouveautés et théâtre Edouard VII ; tournée nationale, 50 dates.
- 2024 : Prima Facie de Suzie Miller, mise scène de Géraldine Martineau, théâtre Montparnasse
- 2025 : L'Injuste, mise en scène Julien Sibre, théâtre de la Renaissance

## Distinctions

### Récompenses
- Prix SACD 2010 : Prix Suzanne-Bianchetti de la jeune actrice la plus prometteuse[7]
- Festival international du film de Saint-Jean-de-Luz 2013 : Chistera du public - Courts métrages pour Ce sera tout pour aujourd'hui[8]

### Nominations
- Molières 2018 : Molière de la comédienne dans un second rôle pour Le Fils[9]
- Molières 2020 : Molière de la comédienne dans un spectacle de théâtre privé pour Les Beaux[10]